# E-Ship 1
E-Ship 1 — морське вантажне судно типу RoLo, використовує турбопаруси як допоміжні рушії. Чотири вертикально встановлених циліндра приводяться в рух від основного гребного вала, їх обертання допомагає кораблю рухатися за рахунок ефекту Магнуса — при обтіканні обертового циліндра потоком повітря, утворюється сила, що впливає на циліндр і спрямована перпендикулярно напрямку потоку. Судно було побудовано у 2008 році в Німеччині на верфі компанії «Enercon» — найбільшого німецького виробника вітрогенераторів.

## Історія будівництва
Робота над вантажним судном, що використовує енергію вітру, почалася в «Enercon» в 2000 році. У 2007 році судно було закладено на верфі Lindenau Werft в Кілі і спущено на воду 2 серпня 2008 року. Планувалося здати судно в експлуатацію на початку 2009 року, але вже у вересні верф оголосила себе банкрутом. У січні 2009 року було оголошено, що E-Ship 1 буде відбуксований у Емден і добудований на верфі Cassens Werft.
Перші морські випробування були проведені 6 липня 2010 року під час переходу з Емдена у Бремерхафен. Перший вантажний рейс корабель здійснив у серпні 2010 року — E-ship 1 перевіз дев'ять турбін з Емдена в Дублін.

## Технологія
Згідно з даними «Enercon», турбовітрила дозволяють заощадити 1,2-1,7 МВт потужності. Так, при потужності на валу 2769 КВт, не задіюючи турбовітрила, судно рухалося зі швидкістю 14,3 вузла, а з задіяними вітрилами при тій же потужності на валу — зі швидкістю 16,7 вузла. Для досягнення такої швидкості без вітрил, теоретично знадобилося б 4747 КВт. Із «зекономлених» 1978 КВт необхідно відняти 280 КВт, що витрачаються на обертання турбовітрил, щоб отримати економію в 1698 КВт.